# Перрівілл (Кентуккі)
Перрівілл (англ. Perryville) — місто (англ. city) в США, в окрузі Бойл штату Кентуккі. Населення — 782 особи (2020).

## Географія
Перрівілл розташований за координатами 37°38′58″ пн. ш. 84°57′6″ зх. д. / 37.64944° пн. ш. 84.95167° зх. д. (37.649346, -84.951612).  За даними Бюро перепису населення США в 2010 році місто мало площу 2,06 км², з яких 2,02 км² — суходіл та 0,04 км² — водойми.

## Демографія
Згідно з переписом 2010 року, у місті мешкала 751 особа в 326 домогосподарствах у складі 214 родин. Густота населення становила 364 особи/км².  Було 362 помешкання (176/км²).
Расовий склад населення:
| - 94,4 % — білих - 4,8 % — чорних або афроамериканців - 0,1 % — корінних американців |

До двох чи більше рас належало 0,7 %. Частка іспаномовних становила 0,9 % від усіх жителів.
За віковим діапазоном населення розподілялося таким чином: 24,0 % — особи молодші 18 років, 57,8 % — особи у віці 18—64 років, 18,2 % — особи у віці 65 років та старші. Медіана віку мешканця становила 40,3 року. На 100 осіб жіночої статі у місті припадало 88,7 чоловіків;  на 100 жінок у віці від 18 років та старших — 88,4 чоловіків також старших 18 років.
Середній дохід на одне домашнє господарство  становив 40 788 доларів США (медіана — 31 579), а середній дохід на одну сім'ю — 47 500 доларів (медіана — 43 571). Медіана доходів становила 26 875 доларів для чоловіків та 21 767 доларів для жінок. За межею бідності перебувало 25,6 % осіб, у тому числі 35,0 % дітей у віці до 18 років та 8,8 % осіб у віці 65 років та старших.
Цивільне працевлаштоване населення становило 408 осіб. Основні галузі зайнятості: освіта, охорона здоров'я та соціальна допомога — 18,1 %, виробництво — 16,4 %, роздрібна торгівля — 11,3 %, мистецтво, розваги та відпочинок — 10,0 %.